# جغرافيا كوريا
فصول السنة في كوريا

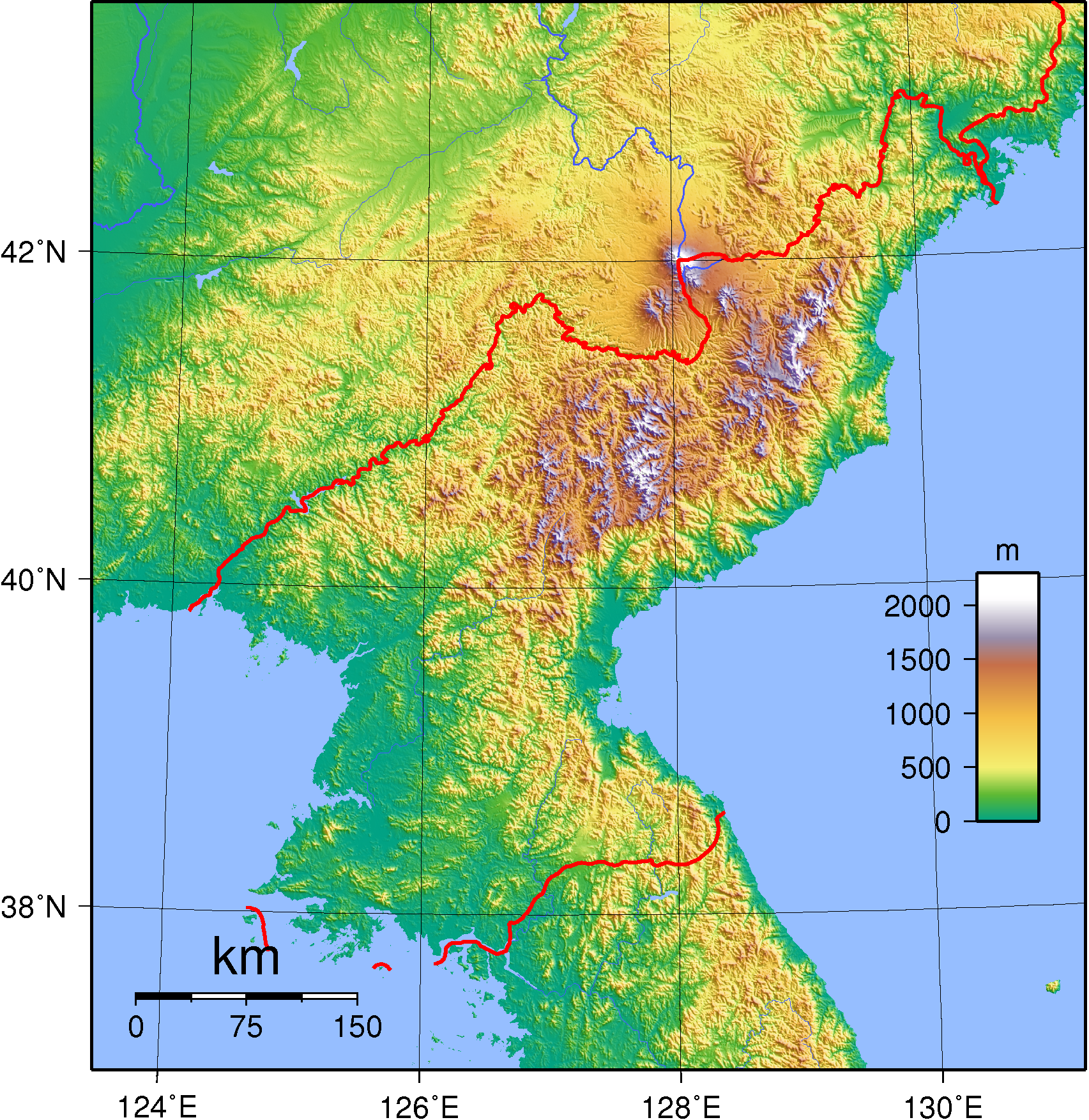

تنقسم فصول السنة في كوريا إلى الخريف، الشتاء، الصيف، الربيع. و هذه الفصول الأربعة حقاً في غاية الجمال. ويتنوع الطقس في كوريا حسب فصول السنة. ويعتبر فصل الربيع الذي يبدأ في شهر مارس حتى شهر مايو؛ من أجمل فصول السنة وذلك لأنه تتفتح فيه العديد من الأزهار مثل زهرة الأزالى والكنارى والكريز وماغنوليا وغيرها من الازهار المتنوعة. وفصل الربيع من الفصول الدافئة ولكن يكون الناس فيه أكثر عرضة للإصابة بالبرد وذلك بسبب الاختلاف الكبير في درجات الحرارة اليومية. كما تكثر أيضًا الأيام المليئة بالضباب وذلك بسبب هبوب الغبار الأصفر الآسيوى في صحراء وسط قارة آسيا كما في منغوليا والصين. وفي أيام العواصف الرملية يفضل عدم مغادرة المنزل وذلك لكثرة الغبار والاتربة في تلك الأيام. وإذا غادرته فمن الضروري الاغتسال جيداً عند العودة. عندما ينتهى فصل الربيع يحل الصيف ويأتى موسم المطر فتكثر الامطار والأيام المليئة بالضباب وذلك ابتداءً من أواخر شهر يونيو حتى منتصف شهر يوليو. وتمثل الامطار الصيفية في كوريا 40% - 60% من الامطار السنوية، الامر الذي يسبب أحيانا كوارث طبيعية خطيره كالفيضانات. كما تكثر فيه الاعاصير أيضًا، وتجلب معها إلى كوريا العديد من الخسائر. وبعد انتهاء موسم المطر ترتفع درجة الحرارة كثيراً لذلك ينتظر الأطفال وكذلك الكبار أيضًا الإجازة الصيفية بلهفة. فبذلك يستمر فصل الصيف من شهر يونيو حتى شهر سبتمبر. ففى بداية شهر سبتمبر يكون الجو شديد الحرارة وفي منتصف الشهر تبدأ درجة الحرارة في الانخفاض وبنهاية الشهر يصير الجو لطيفاً.
و في فصل الخريف في شهرى سبتمبر ونوفمبر يكون الجو صافياً ولكن تختلف فيه درجات الحرارة اليومية مثلما يحدث في فصل الربيع. لذلك يفضل ارتداء معطف خفيف عند مغادرة المنزل في الصباح أو المساء لأن الجو يكون بارداً نسبياً. يذهب العديد من الناس في فصل الخريف إلى الجبال لمشاهدة أوراق الشجر الملونة التي تكون في غاية الجمال والروعة. ومن أكثر الجبال شهره بتلك الأوراق الملونة هي جبال سوراك وجيرى ونيه جانغ.
ثم يحل الشتاء ابتداءً من شهر ديسمبر حتى منتصف شهر مارس. في الشتاء يكون الجو بارداً ويتساقط الجليد. كما تكثر الأيام التي تنخفض فيها درجة الحرارة لتصل إلى 10 درجات تحت الصفر. ويفضل ارتداء الكثير من الملابس الثقيلة في مثل هذه الأيام الباردة. يفرح العديد من الناس وخاصة الشباب بتلك الأيام ويستمتعون بالتزحلق على الجليد. كما يقيمون حفلات الكريسماس (عيد الميلاد المجيد) للاحتفال ببداية عام جديد.